# کی‌دی ایر

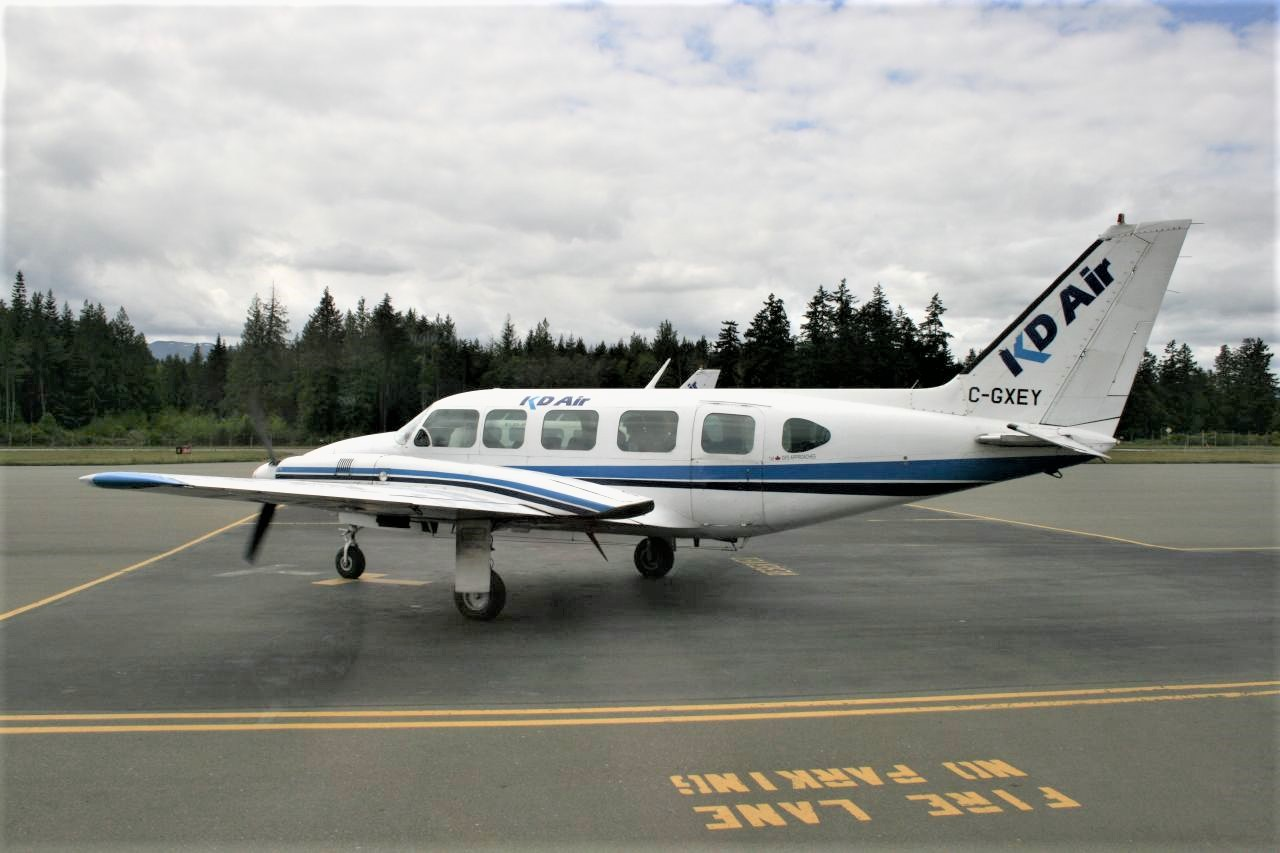
تصویرکی‌دی ایر

کی‌دی ایر (به انگلیسی: KD Air) یک شرکت هواپیمایی با کد یاتا XC است که در ۱۹۹۰ میلادی تأسیس شده‌است. دفتر مرکزی کی‌دی ایر در ونکوور، بریتیش کلمبیا، کانادا واقع شده‌است.